# Homeostato

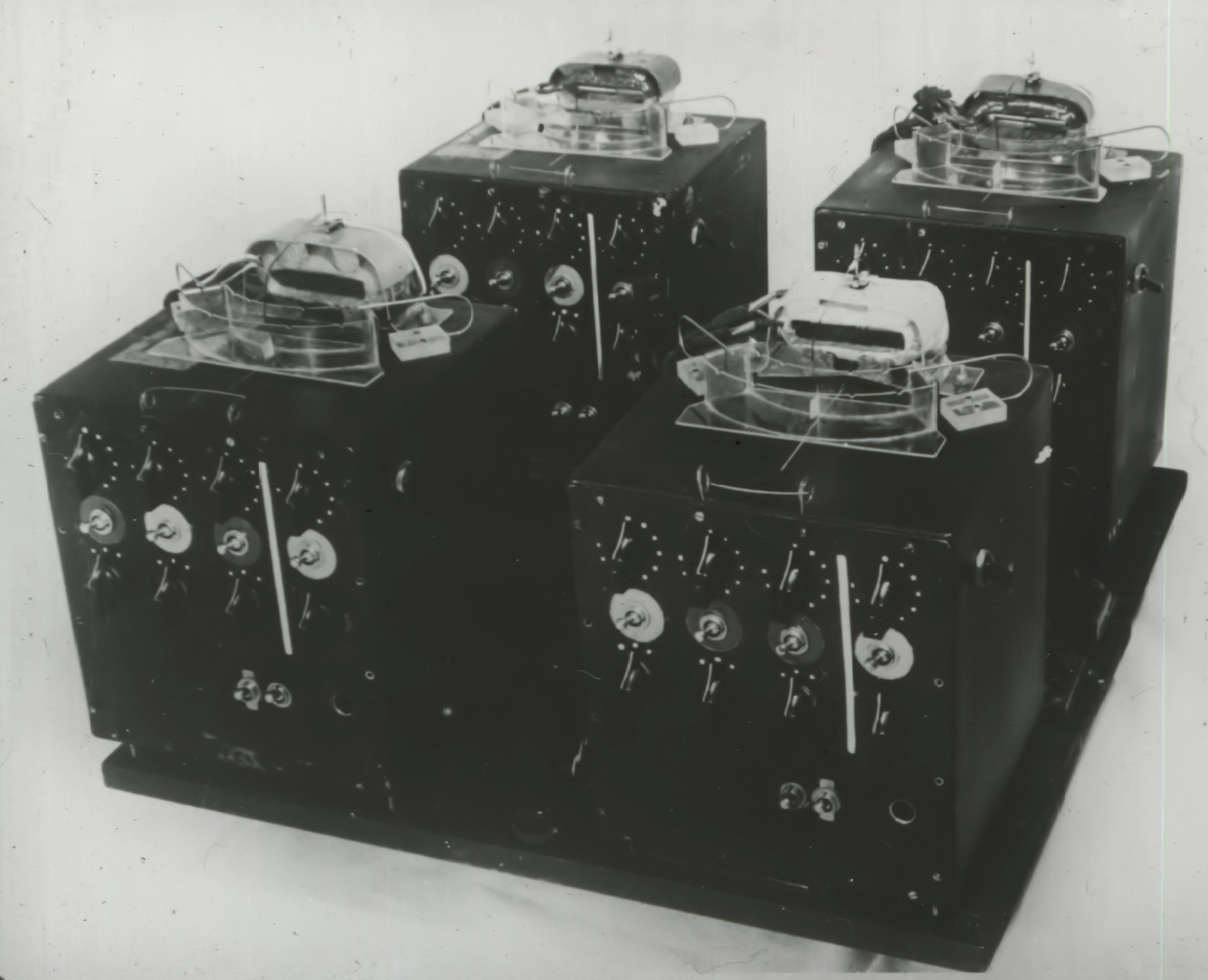
Fotografía del homeostato de William Ross Ashby (1948).

El homeostato es una máquina desarrollada entre 1946 y 1948, en el Hospital Barnwood House, por el psiquiatra e ingeniero británico William Ross Ashby para demostrar el funcionamiento de la homeostasis (es decir, la existencia del aprendizaje y la adaptación) en un aparato que recupera, por sí mismo, el equilibrio y la estabilidad cuando los pierde. Fue uno de los primeros dispositivos capaces de adaptarse al medio, para comportamientos tales como la habituación, el reforzamiento y el aprendizaje a través de su capacidad para mantener el equilibrio en un entorno cambiante. Se trataba de un sistema adaptable, construido a partir de cuatro unidades de control de bombas de la Real Fuerza Aérea interconectadas con entradas de información, retroalimentación y potenciómetros magnéticamente controlados. Ilustraba la ley de variedad de requisitos — adaptando automáticamente sus configuraciones para estabilizar los efectos de cualquier perturbación introducida dentro del sistema.
En 1946, Ashby describió el diseño de las unidades. "Su principio es que usa muchas bobinas en un miliamperímetro y usa el movimiento de la aguja para sumergir en una cubeta que transporta una corriente, y conseguir un potencial que va a la red de una válvula, cuyo ánodo proporciona una corriente de salida." Era la prueba de lo que él había descrito en 1946 como un isomorfismo hacía la máquina".
Cuando Alan Turing escuchó la intención de Ashby acerca de construir el homeostato, escribió a Ashby sugiriéndole que podía realizar una simulación en la máquina universal de Turing, en lugar de construir una máquina especial.
En 1949, la revista Time lo describió como "lo más cercano a un cerebro sintético construido por el hombre".
En 1952, Ashby lo demostró en la novena de las Conferencias Macy, el mismo año en el que publicó una descripción del homeostato en su libro Design for a Brain (El diseño de un cerebro). Entre 1946 y 1967, llegó a escribir un total de 38 artículos sobre el homeostato en su revista.